# سیارک ۴۴۵۱
سیارک ۴۴۵۱ (به انگلیسی: 4451 Grieve، نامگذاری:1988JJ) چهار هزار و چهارصد و پنجاه و یکمین سیارک کشف شده‌است که در ۹ مه ۱۹۸۸ کشف شد.
قدر مطلق سیارک برابر ۱۲٫۲۰ است.